# Karsten Jasper

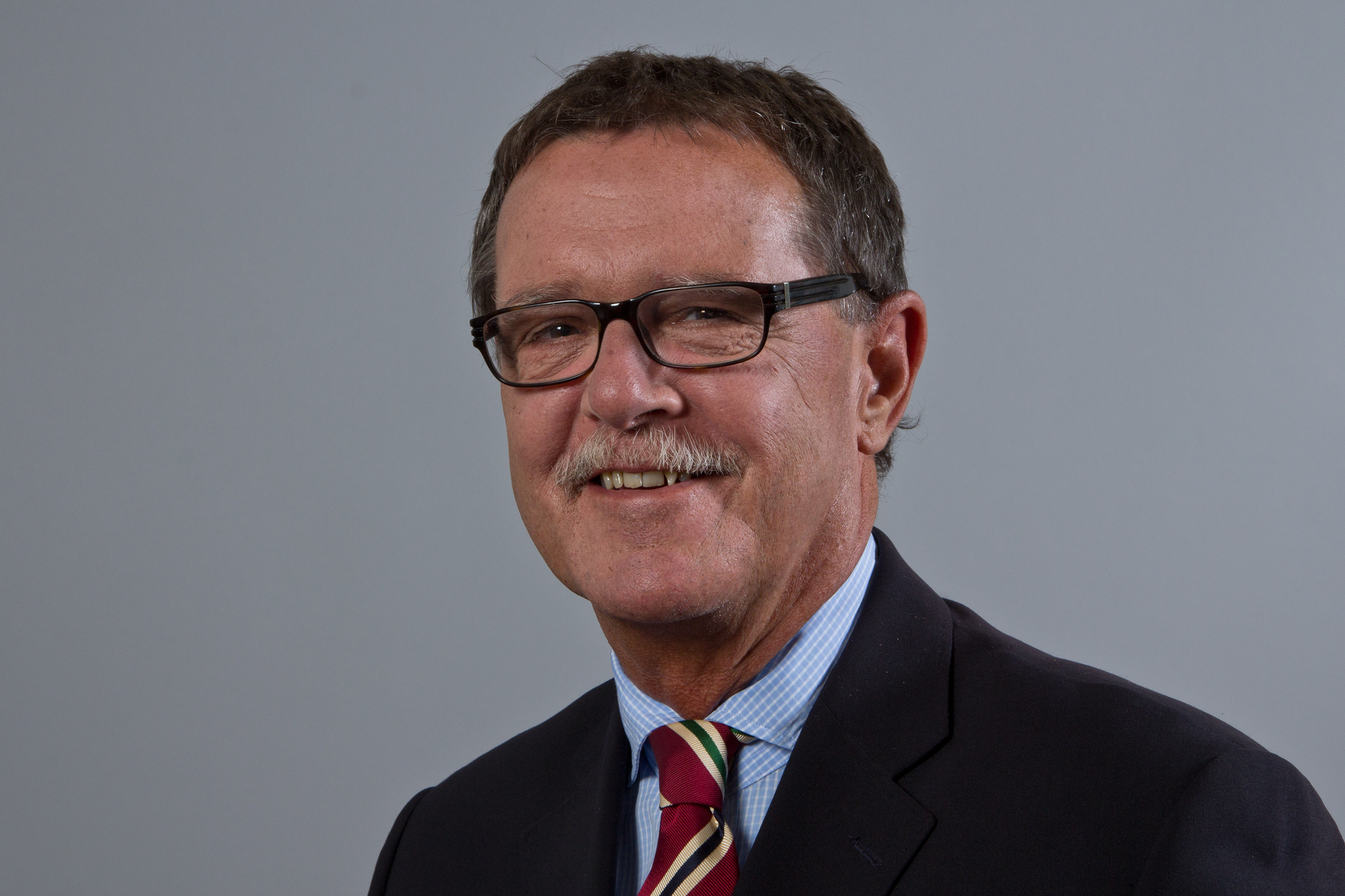
Karsten Jasper, 2013

Karsten Jasper (* 13. April 1952 in Tellingstedt) ist ein deutscher Politiker (CDU).

## Leben und Beruf
Nach der Mittleren Reife 1968 an der Ländlichen Realschule Tellingstedt absolvierte Jasper bis 1971 eine Lehre zum Einzelhandelskaufmann bei der Otto Behrendt KG in Eckernförde. Anschließend absolvierte er bis 1973 eine Fortbildung zum Betriebswirt des deutschen Textileinzelhandels an der Lehranstalt des Deutschen Textileinzelhandels in Nagold. Danach leistete Jasper seinen Wehrdienst ab und war dann ab 1974 zunächst Angestellter und von 1980 bis 2000 Mitinhaber des Textilhauses Wilhelm Jasper in Tellingstedt. Nach einer Tätigkeit im Bereich Marketing und Vertrieb bei der Firma Norddirekt wurde Jasper im Januar 2003 hauptamtlicher Geschäftsführer der kommunalen Regionalsentwicklungsagentur Eider-Treene-Sorge GmbH.
Karsten Jasper ist verheiratet und hat zwei Kinder.

## Partei
Jasper ist 1975 in die CDU eingetreten.
Von 1986 bis 1990 war er Gemeindevertreter der Gemeinde Tellingstedt, wo er anschließend bis 2008 Bürgermeister war.

## Abgeordneter
Seit 2005, der 16. Wahlperiode, war Jasper Mitglied des Landtages von Schleswig-Holstein. Karsten Jasper ist als direkt gewählter Abgeordneter des Wahlkreises Dithmarschen-Nord in den Landtag eingezogen. Bei der Landtagswahl 2005 erreichte er hier 53,0 % der Erststimmen, 2009 waren es 41,9 %, 2012 44,6 %.
Von 2005 bis 2012 war er Mitglied des Wirtschaftsausschusses. Nun ist er noch stellvertretendes Mitglied dieses Ausschusses.
Seit Juni 2012 war er Gesundheitspolitischer Sprecher der CDU-Fraktion.
Seit 2012 war er Mitglied im Sozialausschuss. Er war Gesundheits-, Verbraucherschutz- und Drogenpolitischer Sprecher der CDU-Landtagsfraktion.
2017 schied er aus dem Landtag aus.

## Öffentliche Ämter
Jasper war von 1996 bis 2003 Amtsvorsteher des ehemaligen Amtes Kirchspielslandgemeinde Tellingstedt. Von 2005 bis 2014 war er Mitglied des Hochschulrates der Fachhochschule Westküste Heide.

## Sonstiges
Karsten Jasper ist Mitglied des Beirates der Verbraucherzentrale Schleswig-Holstein e.V.
Von 1996 bis 2003 war er Verwaltungsratsmitglied der Sparkasse Hennstedt-Wesselburen.